# Kyse
En kyse er en tætsiddende hovedbeklædning, der dækker issen, nakken og ørene, men ikke panden. Ofte er der bånd eller snore til at binde kysen fast under hagen.
Den blev tidligere brugt af kvinder, piger og små børn.
Store hatte med bred skygge foran og i siderne kaldes en kysehat. De var almindelige i europæisk damemode i 1800-tallet, mens simple huer blev brugt af bønder.
I dag bruges kyser hovedsageligt som kostumer og til spædbørn.
I middelalderen havde riddere kyser på under deres hjelme syet som vams eller slagkofte. Det vil sige med mange lag stof. Kysen skulle både gøre hjelmen behageligere at bære og fordele kraften fra et slag.
For at vise at man var ridderstand, brugte ridderne også kysen uden hjelm. Det dannede mode og andre begyndte også at gå med kyse, blot af et enkelt lag stof som hør eller silke efter stand. 